# 1992–1993-as magyar férfi vízilabdakupa
Az 1992–1993-as magyar férfi vízilabdakupa, szponzorált nevén a Medicor Magyar Kupa, a hatvanhetedik kiírás volt a versenysorozat történetében. A győzelmet az Újpest  szerezte meg.

## Eredmények

### Nyolcaddöntő
november 11, 23, 25, 26, 28., december 2, 6, 8, 9.
| 1. csapat    | Össz. | 2. csapat             | 1. mérk. | 2. mérk. |
| ------------ | ----- | --------------------- | -------- | -------- |
| Újpesti TE   | 25–13 | Szeged SC             | 13–6     | 12–7     |
| Ceglédi VSE  | 31–16 | Hódmezővásárhelyi VSC | 14–8     | 17–8     |
| Vasas SC     | 30–15 | BVSC                  | 14–8     | 16–7     |
| Tungsram SC  | 29–9  | Kecskeméti VSC        | 18–6     | 11–3     |
| Szolnoki VSE | 18–15 | Orvosegyetem SC       | 8–7      | 10–8     |
| Szentesi SE  | 18–12 | Ferencvárosi TC       | 11–5     | 7–7      |
| MAFC         | –     | Bp. Spartacus         | 5–12     | dec. 2.  |
| KSI          | 17–18 | Eger SE               | 9–11     | 8–7      |

### Negyeddöntő
február 27, 28.
| 1. csapat     | Össz. | 2. csapat   | 1. mérk. | 2. mérk. |
| ------------- | ----- | ----------- | -------- | -------- |
| Bp. Spartacus | 17–22 | Szentesi SE | 10–8     | 7–14     |
| Vasas SC      | 21–15 | Eger SE     | 12–10    | 9–5      |
| Szolnoki VSE  | 23–22 | Ceglédi VSE | 10–10    | 13–12    |
| Tungsram SC   | 16–20 | Újpesti TE  | 5–10     | 11–10    |

### Elődöntő
március 6, 7.
| 1. csapat  | Össz. | 2. csapat    | 1. mérk. | 2. mérk. |
| ---------- | ----- | ------------ | -------- | -------- |
| Újpesti TE | 21–17 | Szolnoki VSE | 15–9     | 6–8      |
| Vasas SC   | 27–19 | Szentesi SE  | 15–6     | 12–13    |

### Döntő
| 1993. március 13. 18:00 | Vasas SC                          | 7–10 | Újpesti TE                                               | Hajós Alfréd uszoda Nézőszám: 1200 Játékvezetők: Székely Szentgyörgyi |
| 1993. március 13. 18:00 | (1–3, 0–1, 2–4, 4–2)              |      |                                                          | Hajós Alfréd uszoda Nézőszám: 1200 Játékvezetők: Székely Szentgyörgyi |
| 1993. március 13. 18:00 | Martinovics 4 Tóth F. 2 Gorskov 1 |      | Benedek 4 Dala 2 Vincze 1 Bene 1 Zantleitner 1 Fazekas 1 | Hajós Alfréd uszoda Nézőszám: 1200 Játékvezetők: Székely Szentgyörgyi |

| 1993. március 15. 14:55 | Újpesti TE                                     | 9–11 | Vasas SC                                            | Komjádi uszoda Nézőszám: 2000 Játékvezetők: Koós László Kosztolánczy |
| 1993. március 15. 14:55 | (1–2, 2–4, 3–3, 3–2)                           |      |                                                     | Komjádi uszoda Nézőszám: 2000 Játékvezetők: Koós László Kosztolánczy |
| 1993. március 15. 14:55 | Rázga 3 Vincze 2 Zantleitner 2 Benedek 1 Gál 1 |      | Gorskov 3 Tóth F. 3 Liebhauser 2 Tóth L. 2 Konrád 1 | Komjádi uszoda Nézőszám: 2000 Játékvezetők: Koós László Kosztolánczy |

Az Újpest kupagyőztes csapatának tagjai: Bene András, Benedek Tibor, Dala Tamás, Fazekas Zoltán, Gál András, Kovács Zoltán, Mátéfalvy Csaba, Nagy Gergely, Nitsovits Tamás, Rázga Zoltán, Vincze Balázs, Vogel Zsolt, Zantleitner Tamás, vezetőedző: Kovács István